# Probabilidade geométrica
Problemas do seguinte tipo, e as técnicas para solucioná-los, foram primeiramente estudados no século XVIII, sendo a resolução do problema da agulha de Buffon, em 1777, considerada o marco inicial do tópico geral que ficou conhecido como probabilidade geométrica.
- Agulha de Buffon: Qual é a chance de que uma agulha largada aleatoriamente em um chão marcado com linhas retas paralelas igualmente espaçadas cruze com uma das retas?

- Qual é o comprimento médio de uma corda aleatória de um círculo unitário? (cf. paradoxo de Bertrand).

- Qual é a chance de que três pontos aleatórios do plano formem um triângulo agudo?

- Qual é a área média das regiões poligonais formadas quando linhas retas orientadas aleatoriamente são espalhadas sobre o plano?

No final do século XX, o tema foi dividido em dois temas com ênfases diferentes: geometria integral e geometria estocástica.